# Suíça Saxã-Montes Metalíferos Orientais
Suíça Saxã-Montes Metalíferos Orientais (em alemão:  Sächsische Schweiz-Osterzgebirge) é um distrito (Kreis ou Landkreis) da Alemanha localizado na região de Dresden, no estado da Saxônia.

## História
O distrito foi criado em 1 de agosto de 2008 pela fusão dos antigos distritos da Suíça Saxã e de Weißeritz.

## Política
| Partido               | Porcentagem (%) | Cadeiras |
| --------------------- | --------------- | -------- |
| CDU                   | 43,9            | 38       |
| Die Linke             | 18,3            | 16       |
| Freie Wähler          | 11,4            | 10       |
| FDP                   | 7,9             | 7        |
| NPD                   | 7,5             | 6        |
| SPD                   | 7,4             | 6        |
| Bündnis 90/Die Grünen | 3,6             | 3        |

## Cidades e municípios
| Cidades | Cidades | Municípios | Municípios |
| --- | --- | --- | --- |
| 1. Altenberg 2. Bad Gottleuba-Berggießhübel 3. Bad Schandau 4. Dippoldiswalde 5. Dohna 6. Freital 7. Glashütte 8. Heidenau 9. Hohnstein 10. Königstein | 1. Liebstadt 2. Neustadt in Sachsen 3. Pirna 4. Rabenau 5. Sebnitz 6. Stadt Wehlen 7. Stolpen 8. Tharandt 9. Wilsdruff | 1. Bahretal 2. Bannewitz 3. Dohma 4. Dorfhain 5. Dürrröhrsdorf-Dittersbach 6. Gohrisch 7. Hartmannsdorf-Reichenau 8. Hermsdorf 9. Klingenberg | 1. Kreischa 2. Lohmen 3. Müglitztal 4. Rathen 5. Rathmannsdorf 6. Reinhardtsdorf-Schöna 7. Rosenthal-Bielatal 8. Struppen |

Verwaltungsgemeinschaften - Associações municipais e seus municípios membros (Mitgliedsgemeinden):
- Verwaltungsgemeinschaft Altenberg: Altenberg e Hermsdorf/Erzgeb;
- Verwaltungsgemeinschaft Bad Gottleuba-Berggießhübel: Bad Gottleuba-Berggießhübel, Bahretal e Liebstadt;
- Verwaltungsgemeinschaft Bad Schandau: Bad Schandau, Porschdorf, Rathmannsdorf e Reinhardtsdorf-Schöna;
- Verwaltungsgemeinschaft Dohna-Müglitztal: Dohna (sede) e Müglitztal;
- Verwaltungsgemeinschaft Königstein/Sächs. Schweiz: Gohrisch, Königstein (Sächsische Schweiz), Rathen, Rosenthal-Bielatal e Struppen;
- Verwaltungsgemeinschaft Lohmen/Stadt Wehlen: Lohmen (sede) e Stadt Wehlen;
- Verwaltungsgemeinschaft Pirna: Dohma e Pirna;
- Verwaltungsgemeinschaft Pretzschendorf: Hartmannsdorf-Reichenau e Pretzschendorf;
- Verwaltungsgemeinschaft Sebnitz: Kirnitzschtal e Sebnitz;
- Verwaltungsgemeinschaft Tharandt: Dorfhain e Tharandt.